# Папановка (Башкортостан)
Папановка (баш. Папановка) — деревня в Шаранском районе Республики Башкортостан Российской Федерации. Входит в состав Мичуринского сельсовета.

## География
Находится в северо-восточной части района, невдалеке от границы с Бакалинским районом, рядом с деревней Соколовка.

### Географическое положение
Расстояние до:
- районного центра (Шаран): 28 км,
- центра сельсовета (Мичуринск): 10 км,
- ближайшей ж/д станции (Туймазы): 73 км.

## История
Деревня основана в последней четверти XIX века.
В 1896 году в деревне Папановка Каръявдинской волости V стана Белебеевского уезда Уфимской губернии насчитывалось 42 двора и 313 жителей (160 мужчин, 153 женщины), хлебозапасный магазин и две конные обдирки.
По описанию, данному в «Оценочно-статистических материалах», деревня Попановка находилась по возвышенному месту при речке Тукмаш и небольшом ключе. Селение находилось в середине надела, поля были по возвышенному склону на северо-запад возле селения. В последнее время около 200 десятин леса было распахано. Выгоном и лесом пользовались сообща. Почва — чернозём с примесью песка и около 200 десятин суглинисто-песчаной. Выгон был лесной, лес — по возвышенному ровному месту. Жители занимались промыслами — около 10 человек в свободное от полевых работ время уходили плотничать, зарабатывая около 10 рублей в месяц; 2 человека занимались изготовлением колёс; до 20 человек осенью занимались битьём шерсти и валянием обуви по соседним деревням, зарабатывая до 15 рублей за осень.
В 1906 году в деревне Папановка было 47 дворов и 283 человека (147 мужчин, 136 женщин), бакалейная лавка и хлебозапасный магазин.
По данным подворной переписи, проведённой в уезде в 1912—13 годах, посёлок Попановский (Попановка) входил в состав Попановского сельского общества Каръявдинской волости. В деревне имелось 41 наличное хозяйство переселенцев-собственников (из них 2 безземельных), где проживало 267 человек (128 мужчин, 139 женщин). Надельной земли не было, 712,36 десятин земли было куплено, а также 21,75 — арендовано. Общая посевная площадь составляла 272,34 десятины, из неё 128,25 десятины занимала рожь, 84,75 — овёс, 24 — пшеница, 18,62 — греча, 8,74 — просо, 5,99 — горох, в небольшом количестве — конопля и картофель. Из скота имелась 94 лошади, 173 головы КРС, 428 овец и 133 свиньи. 8 хозяйств держало 61 улей пчёл. 3 человека занимались промыслами.
В 1920 году по официальным данным в деревне Папановка той же волости было 50 дворов и 301 житель (120 мужчин, 181 женщина), по данным подворного подсчёта — 308 русских в 49 хозяйствах.
К 1925 году число хозяйств сократилось до 38, в 1926 году деревня относилась к Шаранской укрупнённой волости Белебеевского кантона Башкирской АССР.
В 1930-х годах в деревне была первая бригада колхоза «Красноармеец». В 1931 году открылась семилетняя школа, в годы Великой Отечественной войны бывшая средней из-за притока эвакуированных.
В 1939 году в деревне Папановка, центре Папановского сельсовета Шаранского района проживал 381 житель (171 мужчина, 210 женщин). В начале 1950-х годов — уже село.
В 1959 году в селе Триключанского сельсовета проживало 130 человек (60 мужчин, 70 женщин).
В 1963 году сельсовет был включён в состав Туймазинского сельского района, с 1965 года — в составе Бакалинского, с 1967 года — вновь в Шаранском районе.
В 1970 году деревня Папановка — вновь центр Папановского сельсовета. В ней было 108 жителей (44 мужчины, 64 женщины).
По переписи 1979 года — 104 человека (45 мужчин, 59 женщин).
В 1989-м — 76 жителей (42 мужчины, 34 женщины).
В 1992 году Папановский сельсовет вместе с деревней Папановка был включён в состав Мичуринского сельсовета.
В 2002 году здесь жило 73 человека (40 мужчин, 33 женщины), марийцы (49 %) и русские (36 %).
В 2010 году в деревне проживало 90 человек (40 мужчин, 50 женщин).
В 2021 году в деревне открыт новый фельдшерско-акушерский пункт, названный в честь жителя соседней деревни Соколовка, отличника здравоохранения СССР Васильева Ивана Димитриевича. Это первый в Шаранском районе ФАП, которому присвоено имя врача.

## Население
| 2002 | 2009 | 2010 |
| ---- | ---- | ---- |
| 73   | ↗91  | ↘90  |

## Инфраструктура
Деревня электрифицирована и газифицирована, есть водопровод. Действуют пилорама, зерносклад, машинно-тракторная мастерская, овцетоварная и молочно-товарная фермы, конный двор. Есть фельдшерско-акушерский пункт. Деревня входит в состав КФХ «Шаран-Агро».

## Транспорт
Деревня доступна автотранспортом.